# Orren C. Moore
Orren Cheney Moore, född 10 augusti 1839 i New Hampton i New Hampshire, död 12 maj 1893 i Nashua i New Hampshire, var en amerikansk politiker (republikan). Han var ledamot av USA:s representanthus 1889–1891.
År 1889 efterträdde han Jacob H. Gallinger i representanthuset och efterträddes 1891 av Warren F. Daniell.
Moore är begravd på Woodlawn Cemetery i Nashua i New Hampshire.